# Valmadrera
Valmadrera – miejscowość i gmina we Włoszech, w regionie Lombardia, w prowincji Lecco.
Według danych na rok 2004 gminę zamieszkiwały 10 872 osoby, 906 os./km².